# Федоровский, Борис Борисович
Федоровский Борис Борисович (1941 — 2015) — советский и украинский металлург.

## Биография
В 1972 году окончил Киевский технологический институт лёгкой промышленности по специальности инженер-электромеханик.
В 1959 году начал работать на Киевском мотоциклетном заводе слесарем-сборщиком. С 1961 года по 1964 год проходил срочную военную службу.
С 1965 года по 1966 год работал в Институте проблем материаловедения Национальной академии наук Украины.
С 1966 по 2015 работал в Институте электросварки имени Е. О. Патона НАН Украины, ведущий научный сотрудник. Заместитель директора научно-инженерного центра электрошлаковых технологий Института электросварки имени Е. О. Патона НАН Украины.
В 1989 году защитил диссертацию на учёную степень кандидата технических наук по специальности «Металлургия металлов и сплавов высокого качества».
На протяжении своей научной деятельности Б. Б. Федоровский занимался разработкой и исследованием различных электрошлаковых технологий. Им выполнен широкий спектр исследований металлургических особенностей электрошлакового литья полых слитков-труб. За работы по внедрению разработок технологий поковки и исследования Б. Б. Федоровский отмечен двумя Государственными премиями УССР в области науки и техники (1978, 1984).

## Научная деятельность
Федоровский Б. Б. выполнил комплекс исследований по формированию сложных фасонных электрошлаковых слитков и влияние температурных полей на их геометрические размеры в процессе литья, и разработал методы борьбы с их деформацией. Теоретически и экспериментально доказал, что при отливке длинных фасонных слитков в подвижном кристаллизаторе надо применять дифференциальное охлаждения поверхности слитков в процессе электрошлакового литья. Участвовал в исследованиях процесса дугошлакового переплава в атмосфере, содержащей азот для легирования металла азотом непосредственно из газовой фазы и обработку металла шлаком с формированием слитка в шлаковом гарнисажи. Эти разработки доказали, что возможно в промышленности на печах ЭШП плавить слитки с легированием металла непосредственное из газовой фазы при полном исключении ферросплавов, содержащих азот, или керамических материалов типа нитрида кремния на всех этапах технологического цикла.
Федоровский Б. Б. был руководителем работ по исследованиям и разработке на ОАО «Новокраматорский машиностроительный завод» первого промышленного агрегата для электрошлаковой наплавки жидким металлом прокатных валков. Федоровский Б. Б. предложил, теоретически обосновал, сделал опытный образец и испытал на практике биметаллический токопроводящий кристаллизатор для электрошлакового наплавки с жидким металлом, а также для плавки расходного электрода по двухконтурной схеме. В промышленности эта технология внедрена на ОАО «НКМЗ», Украина. Эта разработка тоже защищена патентом Украины.
Занимался исследованиями, связанными с разработкой новых электрошлаковых технологий с жидким металлом. Он принимал активное участие в создании и внедрении в производство электрошлаковых процессов с использованием жидкого металла и электрошлакового переплава расходных электродов по двухконтурной схеме. При его непосредственном участии выполнены разработки технологий и исследования электрошлакового процесса с жидким присадочных металлом (ЭШТ РМ), изучены особенности процессов накопления, разливки кристаллизации металла при реализации ЭШТ РМ, а также исследования процесса ЭШТ РМ для получения композитных металлических материалов.

## Награды
- Государственная премия УССР в области науки и техники (1978) — за создание и промышленное внедрение принципиально нового способа получения литых заготовок со свойствами поковок (электрошлаковое литьё)[1].
- Государственная премия УССР в области науки и техники (1984) — за разработку и широкое промышленное внедрение принципиально новой технологии производства прогрессивных полых заготовок для изделий машиностроения.

## Патенты
- Устройство для горизонтального непрерывного литья заготовок круглого поперечного сечения из металлов и сплавов[2].
- Устройство для измерения распределения выделяющейся мощности и уровня расплава в водоохлаждаемом кристаллизаторе[3].
- Устройство для защиты шлаковой ванны многоэлектродной электрошлаковой печи[4].